# Zemljopis Laosa
Laos je kopnena zemlja u jugoistočnoj Aziji, koja se prostire na 236.800 četvornih kilometara.  Susjedne države su Mianmar, Kambodža, Narodna Republika Kina, Tajland i Vijetnam. Planine i uzvisine nalaze se na sjeveru i istoku zemlje. Nizine u kojima živi većina stanovništva, nalaze se na zapadu uz rijeku Mekong i njene pritoke. Najviša planina je Phou Bia s 2,819 metara.  

## Klima
Laos ima tropsku monsunsku klimu, s kišnom sezonom od svibnja do listopada i hladnom i suhom sezonom od studenog do veljače te vrućom i suhom sezonom u ožujku i travnju. Općenito, monsuni se pojavljuju u isto vrijeme u cijeloj zemlji, ali je količima kiše različita od regije do regije. Velike količine kiše ali i duge suše značajno utječu su za proizvodnju riže. Temperature se kreću od najviših razina oko 40 °C uz Mekong u ožujku i travnju do 5 °C ili manje u visoravnima Xiangkhoanga i Phongsalia u siječnju.

## Statistika
površina

ukupno: 236,800 km²

kopno: 230,800 km²

voda: 6,000 km²
usporedba površine:
- gotovo slične veličine kao Rumunjska

granice:

ukupno: 5.083 km

državne granice: Burma 235 km, Kambodža 541 km, Kina 423 km, Tajland 1.754 km, Vijetnam 2.130 km
obala: 0 km (okružena kopnom)

najniža točka: Mekong 70 m

najviša točka: Phou Bia 2.817 m
prirodni resursi: 
- drvo, hidroenergija, gips, kositar, zlato, drago kamenje

korištenje zemljišta:
- oranice: 5.91%
- stalni usjevi: 0,42%
- drugo: 93,67% (2011.)
- navodnjavano zemljište: 3.100 km2 (2005.)
- ukupno obnovljivi vodni resursi: 333,5 km3 (2011.)

## Ekologija
Prirodne opasnosti u Laosu su poplave, suše, palež (paljenje šuma za povećanje obradive zemlje) i potresi u sjevernim područjima.
Onečišćenje zraka poljoprivrednim spaljivanje te požari smeća. Trenutni problemi su neeksplodirana ubojita sredstava, siječa šuma, erozija tla, većina stanovništva nema pristup pitkoj vodi.